# Millars (Madremanya)
Millars és un veïnat del municipi de Madremanya. La seva població és d'una trentena d'habitants.
És especialment notable pel seu castell, la seva creu de terme i per l'església de Sant Iscle i Santa Victòria.